# Chiesa di Maria Santissima del Lume (Linera)
La chiesa di Maria Santissima del Lume è la chiesa madre di Linera, frazione di Santa Venerina, nella città metropolitana di Catania ed è dedicata a Maria Santissima del Lume. È sede dell'omonima parrocchia, facente parte della diocesi di Acireale e del  III vicariato.

## Storia

La chiesa danneggiata dal terremoto dell'8 maggio 1914

Le origini della chiesa risalgono al 1889 con la costruzione della prima chiesa in questo luogo. Di più antica origine è la parrocchia fondata nel 1818 ed avente come prima chiesa parrocchiale l'attuale chiesa di Maria Santissima Immacolata (chiesa vecchia), ubicata in posizione decentrata rispetto al paese.
A causa del crollo dovuto al terremoto del 1879 si è deciso di spostare la parrocchiale in una posizione centrale e di facile collegamento con il resto del paese. Il 21 novembre 1895 avvenne la solenne consacrazione della chiesa e del trasferimento di sede della parrocchia. La costruzione si protrasse per lungo tempo e si procedeva lentamente al suo completamento. L'interno si presentava ricco di stucchi e di decorazioni in oro e di suppellettili. Le sue dimensioni coincidevano con quelle attuali. La facciata si presentava rivestita con pietra bianca di Siracusa ma priva della torre campanaria. Il devastante terremoto dell'8 maggio 1914, che ebbe come epicentro proprio Linera, compromise la staticità della chiesa e se ne ordinò la demolizione. Il 17 giugno 1921 si pose la prima pietra dell'attuale chiesa madre. I lavori di ricostruzione si protrassero fino agli anni cinquanta, con il rifacimento del soffitto, della costruzione della cupola, la posa di stucchi decorativi, il rifacimento della torre campanaria, per l'adeguamento sismico, e la relativa intonacatura della facciata.
Il 19 marzo 1955 la parrocchia veniva elevata ad arcipretura di Linera.

## Descrizione
La chiesa venne edificata ad opera dei Roncisvalle che eressero la propria cappella l'8 giugno del 1815. Il 22 agosto del 1818 eletta a chiesa sacramentale e parrocchiale filiale della chiesa madre "Maria SS. Annunziata" di Acireale.  Nel 1879 un forte terremoto distrusse il centro abitato e fece crollare anche la parrocchiale. Il vescovo Gerlando Maria Genuardi (vescovo di Acireale) ritenne utile la costruzione di una nuova chiesa e ne decretò la transazione sia del titolo di Maria SS. del Lume, della sede della parrocchia, la dote e i suppellettili dall'antica chiesa alla nuova.  Nel 1889 si iniziò la costruzione della nuova chiesa e il 21 novembre 1895 venne aperta al culto. Il terremoto del 1914 la danneggiò seriamente; i lavori di ricostruzione della chiesa di Maria SS. del Lume iniziarono nel 1921. Il 19 dicembre 1921 la parrocchia di S. Maria del Lume veniva eretta a parrocchia autonoma. Con l'istituzione della diocesi di Acireale, il vicariato di Linera venne soppresso e unito a quello di Santa Venerina. Il 19 marzo 1955 la parrocchia veniva elevata ad arcipretura parrocchiale, riconoscendola così quale chiesa principale di Linera.

## Feste
- 6 gennaio: Epifania di Nostro Signore, processione.
- Domenica delle palme: Via Crucis per le vie del centro.
- Venerdì santo:  processione del Cristo Morto, dell'Addolorata per le vie del centro.
- Domenica di Pasqua: Gesù Cristo Risorto.
- Domenica del Corpus Domini: processione per le vie della parrocchia.
- 13 giugno: sant'Antonio da Padova, liturgica.
- 2 giugno: anniversario della dedicazione della chiesa.
- 15 settembre: Maria Santissima Addolorata, liturgica.
- III domenica di novembre: Santa Maria del Lume, patrona, processione per le vie della parrocchia.
- 8 dicembre: Maria Santissima Immacolata, liturgica.
- 13 dicembre: santa Lucia vergine e martire, liturgica.
- 25 dicembre: Natale, Natività di Gesù.

## Chiese filiali
- Chiesa Nostra Signora dei Sette Dolori, chiusa al culto.
- Chiesa di Maria Santissima Immacolata, (chiesa vecchia), affidata alla comunità Giovanni XXIII